# Yli-Ruonajärvi
Yli-Ruonajärvi är en sjö i Kiruna kommun i Lappland och ingår i Kalixälvens huvudavrinningsområde.